# 개인 위키
개인 위키는 주로 개인 용도로 이용되는 위키를 말한다. 개인 위키는 커뮤니티 위키와 비슷하게 소유자의 데스크톱 환경이나 모바일 컴퓨팅 기기에 구현시킨 정보의 소유자만 접속 가능하나, 커뮤니티 위키와 달리 여러 사용자의 협업을 받을 필요는 없다.
개인 위키 소프트웨어는 하나의 개인 위키를 다른 여러 사용자에게 통째로 나누어 줄 수가 있으며 이 위키 소프트웨어를 데이터베이스 엔진이나 웹서버 도움 없이 개인 용도로 설계할 수 있다. 여기에는 모인모인이나 트위키가 있으며 이 위키의 경우 역시 개인 용도로만 쓸 수 있도록 설치할 수 있다. 여기에는 추가적으로 웹 서버나 데이터베이스 관리 시스템, WAMP/LAMP 소프트웨어 번들이 필요하지만 이것이 소유자 외에 다른 사용자가 접속할 수 있도록 해야만 하는 것은 아니다.
일부 개인 위키 중에서는 개인 웹서버 혹은 서드파티에 호스팅시켜 누구나 접속할 수 있도록 하면서 비밀번호로 보호되어 있는 곳도 있다. 이 방법을 이용하면 해당 개인 위키의 소유자는 다른 컴퓨터나 PDA 등에서도 접속이 가능하다는 장점이 있다.

## 공용 위키 소프트웨어
개인 위키 버전을 지원하는 공용 위키 소프트웨어들:
- 모인모인(파이썬 기반)은 데스크톱 버전을 지원한다.[4]
- 트위키(펄 기반)에는 윈도우용 개인 트위키와 공용 트위키가 있다.
- 도쿠위키(PHP 기반)는 도쿠위키 USB 버전을 지원한다 – 텍스트 파일을 통해 구동하여 데이터베이스가 따로 필요하지 않다. 사용되는 문법은 미디어위키와 비슷하며 위키 소프트웨어를 통하지 않고도 데이터 파일을 읽을 수 있다.

## 개인 위키 전용 소프트웨어
모바일용 개인 소프트웨어 또는 USB 플래시 드라이브용 소프트웨어를 위해 디자인된 위키 소프트웨어들도 있다. 이들의 특징들은 종종 보통 위키들과 다르다;
- 위키의 동적인 트리 구조
- 드래그 앤드 드롭을 통한 이미지, 텍스트, 비디오, 수식 추가 기능 지원
- 멀티미디어 삽입, 어떤 위키에서는 영화의 내부 요소, 사운드트랙에 링크하거나 메모/코멘트를 달 수 있게 함
- 매크로 및 매크로 구축 지원

이러한 소프트웨어들의 예:

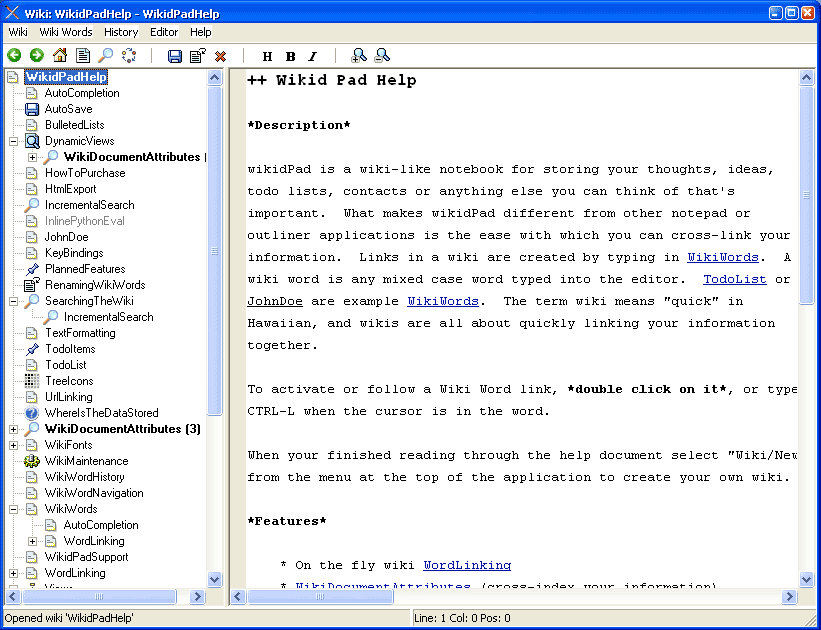
WikidPad의 스크린샷

- ConnectedText는 윈도우 기반 사유 소프트웨어로, 여러 추가 기능이 포함된 위키 시스템을 갖추고 있다: 전체 택스트 검색, 시각적 트리 구조, 개인이 수정할 수 있는 인터페이스, 이미지 및 파일 관리, CSS 기반 페이지 보기, HTML과 HTML 도움말로의 추출 기능 외 여러 플러그인들이 있다.[6]
- Gnote는 톰보이의 C++ 버전이지만, 모든 플러그인들이 똑같지는 않다.
- org-mode는 문서 간 하이퍼링크, HTML로의 변환, 웹서버에의 자동 업로드를 지원하는 이맥스의 모드이다.
- 티들리위키는 HTML + 자바스크립트 기반의 수정이 편리한 개인 위키이다.[7] 많은 도구와 플러그인을 지원한다. 2004년부터 개발이 진행되어오고 있으며, 자유 소프트웨어(BSD)로 이에 대한 커뮤니티도 존재한다.
- 톰보이는 위키 형태의 자유 소프트웨어(LGPL)이다. 편리한 편집과 복원 기능을 지원한다. 이 소프트웨어는 계층화된 데이터의 정리에 편리하다. 톰보이 프로젝트는 그놈 CVS를 통해 진행되고 있다.
- Vim은 플러그인을 통해 개인 위키로 사용될 수 있으며, 이는 "Vim을 통한 개인 위키"인 Vimwiki가 주를 이룬다.
- WikidPad는 동적인 트리 구조, 주제 태그 기능, 자동 완성 기능, 전체 택스트 검색, 시각적 트리 구조, 개인이 수정할 수 있는 인터페이스, 이미지 및 파일 컨트롤 등 다양한 기능을 지원하는 자유 소프트웨어 위키 메모장이다.
- Zim은 파이썬과 GTK+ 기반의 위지위그 방식 자유 소프트웨어이다.

## 같이 보기
- 위키 소프트웨어 목록